# 밥 바커
밥 바커(영어: Bob Barker, 1923년 12월 12일 ~ 2023년 8월 26일)는 미국의 텔레비전 진행자, 배우,군인이다.
1956년, Truth or Consequences의 사회자로 발탁되었다. 1967년부터 20년간 미스 유니버스 세계대회, 미스 USA의 사회를 보았으며, 1972년부터 2007년까지 더 프라이스 이즈 라이트(The Price Is Right)의 MC를 맡았다.

## 출연 작품

### 영화
- 라이언 아크 (2013년)
- WWE 로우 이즈 워 (1997년)
- 해피 길모어 (1996년)
- 협곡의 실종 (1986년)

### 방송/프로그램
- 더 레이트 레이트 쇼 위드 크레이그 퍼거슨 (2005년)
- 패밀리 가이 (1999년)